# Saint-Nizier-du-Moucherotte
Saint-Nizier-du-Moucherotte település Franciaországban, Isère megyében. Lakosainak száma 1132 fő (2022. január 1.). Saint-Nizier-du-Moucherotte Engins, Claix, Lans-en-Vercors, Seyssinet-Pariset és Seyssins községekkel határos.

## Népesség
A település népessége az elmúlt években az alábbi módon változott:
| Lakosok száma | 207  | 484  | 575  | 964  | 1108 | 1112 | 1098 | 1083 | 1103 | 1132 |
|               | 1968 | 1982 | 1990 | 2006 | 2013 | 2015 | 2017 | 2019 | 2020 | 2022 |